# Radoľa
Radoľa este o comună slovacă, aflată în districtul Kysucké Nové Mesto din regiunea Žilina. Localitatea se află la altitudinea de 368 m deasupra n.m., se întinde pe o suprafață de 6,72 km2 și în 2017 număra 1.489 de locuitori.

## Istoric
Localitatea Radoľa este atestată documentar din 1332.

## Demografie
| An:                | 1994 | 2004   | 2014   | 2024   |
| ------------------ | ---- | ------ | ------ | ------ |
| Număr de persoane: | 1342 | 1372   | 1459   | 1533   |
| Diferență:         |      | +2,23% | +6,34% | +5,07% |

| An:                | 2023 | 2024   |
| ------------------ | ---- | ------ |
| Număr de persoane: | 1543 | 1533   |
| Diferență:         |      | −0,64% |